# Vukosavlje
Vukosavlje es un municipio situado en la República Srpska, en Bosnia y Herzegovina. Según el censo de 2013, tiene una población de 4667 habitantes.